# Liotyphlops anops
Liotyphlops anops är en kräldjursart som beskrevs av Cope 1899. Liotyphlops anops ingår i släktet Liotyphlops och familjen Anomalepididae. Inga underarter finns listade i Catalogue of Life.
Arten förekommer i Colombia. Honor lägger ägg. Exemplaren lever vid floden Río Guatiquía. De vistas i låglandet och i bergstrakter mellan 400 och 1050 meter över havet. Liotyphlops anops gräver i lövskiktet och i det översta jordlagret. Den lever i skogar och har daggmaskar samt insekter som föda.
Det är inget känt om populationens storlek och möjliga hot. IUCN listar arten med kunskapsbrist (DD).